# Sedum ewersii
Sedum ewersii là một loài thực vật có hoa trong họ Crassulaceae. Loài này được Ledeb. miêu tả khoa học đầu tiên năm 1830.